# Psaliodes coacta
Psaliodes coacta là một loài bướm đêm trong họ Geometridae.